# Operation Mikado
Bei der seit Januar 2007 in der Öffentlichkeit bekannten Operation Mikado wurden in der zweiten Jahreshälfte 2006 im Rahmen von Ermittlungen wegen Kinderpornografie von der Polizei Sachsen-Anhalt in Zusammenarbeit mit den Kreditinstituten erstmals sämtliche der ca. 22 Millionen zu dieser Zeit in Deutschland ausgegebenen Kreditkarten nach Zahlungen von 79,99 US-Dollar an einen Unbekannten durchsucht, der Fotos und Videos missbrauchter Kinder anbot. Daraufhin ermittelte man gegen 322 Verdächtige, ein „Großteil“ der Betroffenen habe das Herunterladen gestanden. Vom Landeskriminalamt wurden die Angaben weder bestätigt noch dementiert.

## Reaktionen
Von Datenschützern wurde der Vorfall nur geringfügig kritisiert. Beim Amtsgericht Halle gingen jedoch drei Anträge auf gerichtliche Überprüfung ein.
Dabei erhob einer der Antragsteller, der Düsseldorfer Rechtsanwalt Udo Vetter, den Vorwurf, „etwa ein Viertel der deutschen Bevölkerung unter Generalverdacht gestellt“ zu haben. Er verglich das Vorgehen der Polizei mit einer Rasterfahndung. „Das durch die Verfassung garantierte Recht eines jeden Bürgers auf informationelle Selbstbestimmung wurde ebenso auf das Gröbste verletzt wie das Gebot der Verhältnismäßigkeit.“
Harald von Bose, Landesbeauftragter für den Datenschutz Sachsen-Anhalt, schätzte ein, es handele sich bei der Maßnahme der Staatsanwaltschaft Halle um ein Auskunftsersuchen mit Selektionskriterien, wie es auch im Bereich der Telekommunikation nach § 113 TKG – ohne richterlichen Beschluss – an die jeweiligen Diensteanbieter gestellt werden kann. Diese Art von Auskunftsersuchen findet ihre Rechtsgrundlage in den §§ 160 ff. StPO. Die Staatsanwaltschaft Halle hat nach Meinung des Landesbeauftragten für den Datenschutz die Ermittlungen im Verfahren „Mikado“ im Rahmen der ihr zustehenden Befugnisse durchgeführt.
Aus einem Beschluss des Amtsgerichts Halle-Saalkreis vom 11. März 2007 ist zu entnehmen, „… dass die Datenabfrage der Staatsanwaltschaft Halle bei bundesdeutschen Kreditkarten- und Abrechnungsunternehmen im Rahmen des Ermittlungsverfahrens ‚Mikado‘ rechtmäßig war.“ „Der erforderliche Anfangsverdacht im Sinne des § 152 Abs. 2 StPO lag vor.“ „Das Gericht verkennt aber nicht, dass sich die Annahme eines Anfangsverdachts hier auf der niedrigsten Verdachtsstufe bewegt und lediglich ein ‚schmaler Grat‘ zwischen Anfangsverdacht und Generalverdacht bzw. einem durch einen Verdachtsgewinnungseingriff produzierten Verdacht besteht.“ „Die beanstandete Ermittlungsmaßnahme ist durch §§ 161, 161a StPO gedeckt.“ „Es liegt auch keine dem Richtervorbehalt unterfallende Rasterfahndung gemäß § 98a StPO vor, die als spezialgesetzliche Regelung der Anwendung des § 161 StPO vorgehen würde.“ „Schließlich ist die beanstandete Maßnahme auch nicht unverhältnismäßig gewesen.“ „Die Ermittlungshandlung der Staatsanwaltschaft beeinträchtigt den Antragsteller – sowie die übrigen Betroffenen – nicht unzulässig in ihrem Recht auf informationelle Selbstbestimmung.“
Der Antragsteller legte gegen die Entscheidung des Amtsgerichts Beschwerde ein, die das Landgericht Halle/S. am 16. Mai 2007 als unbegründet verwarf. Gegen diese Entscheidung wurde eine Verfassungsbeschwerde beim Bundesverfassungsgericht angestrengt. Sie stützt sich u. a. darauf, dass es sich hier gerade nicht um ein „Auskunftsersuchen“ handelt oder um eine Rasterfahndung, sondern um ein gänzlich neues Ermittlungsinstrument, das als „personenbezogene Datenfahndung“ bezeichnet wird. Das Bundesverfassungsgericht nahm die Beschwerde nicht zur Entscheidung an. Das Gericht begründete dies mit mangelnder Erfolgsaussicht, da die informationelle Selbstbestimmung nicht verletzt sei, die Maßnahme keine Rasterfahndung darstellte und die Verhältnismäßigkeit gewahrt wurde.